# Melitaea regama
Melitaea regama är en fjärilsart som beskrevs av Hans Fruhstorfer 1915. Melitaea regama ingår i släktet Melitaea och familjen praktfjärilar. Inga underarter finns listade i Catalogue of Life.